# Philip Boyce
Philip Boyce (Downings, 25 gennaio 1940) è un vescovo cattolico irlandese, dal 9 giugno 2017 vescovo emerito di Raphoe.

## Biografia
Monsignor Philip Boyce è nato a Downings, un villaggio nella penisola di Rosguill, nella parte settentrionale della contea di Donegal, il 25 gennaio 1940.

### Formazione e ministero sacerdotale
È stato educato alla scuola di Derryhassen, nella parrocchia di Meevagh, e al Castlemartyr College, nella contea di Cork. È quindi entrato nel noviziato dell'Ordine dei carmelitani scalzi di Loughrea, nella contea di Galway, facendo la sua prima professione nel 1959. Dopo aver completato studi di filosofia a Dublino, ha studiato teologia alla Pontificia facoltà teologica Teresianum di Roma.
Il 17 aprile 1966 è stato ordinato presbitero. Nel 1977 ha conseguito il dottorato con una dissertazione sulla spiritualità del cardinale John Henry Newman. È quindi diventato docente di spiritualità e teologia dogmatica presso la Pontificia facoltà teologica Teresianum e per molti anni è stato impegnato nel lavoro di formazione degli studenti che si preparavano al sacerdozio o compivano studi post laurea.

### Ministero episcopale
Il 29 giugno 1995 papa Giovanni Paolo II lo ha nominato vescovo di Raphoe. Ha ricevuto l'ordinazione episcopale il 1º ottobre successivo nella cattedrale di Letterkenny dall'arcivescovo Jorge María Mejía, segretario della Congregazione per i vescovi, co-consacranti l'arcivescovo Emanuele Gerada, nunzio apostolico in Irlanda, e il vescovo di Derry Séamus Hegarty. Durante la stessa celebrazione ha preso possesso della diocesi.
Nel maggio del 1999 papa Giovanni Paolo II lo ha nominato membro della Congregazione per il culto divino e la disciplina dei sacramenti. Come parte del suo lavoro nella congregazione, Boyce, pedante ma devoto per natura, è stato anche membro del Comitato Vox Clara che, dalla sua fondazione da parte della Congregazione il 19 luglio 2001, fornisce consulenza alla Santa Sede riguardo alle traduzioni in lingua inglese dei testi liturgici.
Nell'agosto del 2011, dopo la pubblicazione del rapporto sullo scandalo degli abusi sessuali nella diocesi di Cloyne, il vescovo Boyce ha detto che la Chiesa stava vivendo un periodo di prova, essendo stata scossa da una "cultura laica e senza Dio" all'esterno e dai "peccati e crimini dei sacerdoti" all'interno. Boyce, che ha promesso di pubblicare un rapporto sugli abusi compiuti dai chierici nella sua diocesi, ha esortato i cattolici a non perdere la fiducia nella loro fede e ad agire con speranza e pazienza durante i tempi difficili. Ha aggiunto che "il momento della storia in cui viviamo in Irlanda al momento è certamente un test per la Chiesa e per tutti noi". "Attaccata dall'esterno dalle frecce di una cultura laica e senza Dio, scossa dall'interno dei peccati e dei crimini dei sacerdoti e dei consacrati, tutti sentiamo la tentazione di perdere la fiducia".
Il 30 novembre 2011 una revisione pubblicata dal Consiglio nazionale per la salvaguardia dei bambini nella gestione delle accuse di abusi sessuali su minori da parte di chierici nella diocesi di Raphoe ha concluso che "errori significativi di giudizio" erano stati fatti dai vescovi nel rispondere alle accuse. Boyce ha detto di aver pienamente accettato le raccomandazioni contenute nella revisione, che è stata intrapresa dal Consiglio nazionale per la salvaguardia dei bambini nella Chiesa cattolica. In una dichiarazione, ha ammesso che negli ultimi decenni "ci sono stati pessimi giudizi e sono stati commessi errori". Vi erano orribili atti di abuso di bambini da parte di singoli sacerdoti che non sarebbero mai accaduti se il sospetto fosse stato trattato immediatamente nel modo appropriato", ha detto.
Boyce ha aggiunto di essere "veramente dispiaciuto per le terribili azioni che sono state inflitte a così tanti da una piccola minoranza di sacerdoti. Offriamo ancora una volta le nostre umili scuse e cerchiamo il loro perdono per il terribile danno che è stato fatto a loro, alle loro famiglie e ai loro amici".
Tre leader della diocesi di Raphoe, tra cui monsignor Boyce, sono stati criticati per il trattamento delle accuse di abusi sessuali su minori da parte di chierici nella relazione sulle pratiche di protezione dell'infanzia, che è stata pubblicata. L'ex vescovo Séamus Hegarty e anche il suo predecessore, il vescovo Anthony McFeely, sono stati messi sotto accusa per la loro risposta alle accuse di abusi sessuali nei confronti dei bambini. Il rapporto afferma che nel trattare le accuse, è stata posta troppa enfasi sulla situazione del sacerdote accusato e troppa poco sui bisogni dei propri denuncianti. "I giudizi sono stati offuscati, a causa del problema presentato, ad esempio, l'abuso di alcol e l'incapacità di ascoltare le preoccupazioni sull'abuso di bambini, attraverso il problema presentato". "Dovrebbe essere prestata maggiore attenzione per garantire che azioni preventive siano prese rapidamente quando vengono alla luce le preoccupazioni", ha aggiunto il rapporto.
Nell'ottobre del 2006 e nel gennaio del 2017 ha compiuto la visita ad limina.
In seno alla Conferenza dei vescovi cattolici irlandesi è stato presidente della commissione dottrinale.
Il 25 gennaio 2015 il vescovo Boyce ha raggiunto l'età di pensionamento obbligatoria per un vescovo di 75 anni. In una dichiarazione rilasciata dalla diocesi, il vescovo Boyce ha affermato di aver debitamente presentato le sue dimissioni a papa Francesco che le ha accettate il 9 giugno 2017.
Il 26 marzo 2018 papa Francesco lo ha nominato amministratore apostolico della diocesi di Dromore, sede vacante dopo le dimissioni del vescovo John McAreavey in seguito alle polemiche sui rapporti tra quest'ultimo e il prete pedofilo Malachy Finegan. Ha rinunciato a questo incarico il 15 aprile 2019.

## Genealogia episcopale
La genealogia episcopale è:
- Cardinale Scipione Rebiba
- Cardinale Giulio Antonio Santori
- Cardinale Girolamo Bernerio, O.P.
- Arcivescovo Galeazzo Sanvitale
- Cardinale Ludovico Ludovisi
- Cardinale Luigi Caetani
- Cardinale Ulderico Carpegna
- Cardinale Paluzzo Paluzzi Altieri degli Albertoni
- Papa Benedetto XIII
- Papa Benedetto XIV
- Papa Clemente XIII
- Cardinale Marcantonio Colonna
- Cardinale Giacinto Sigismondo Gerdil, B.
- Cardinale Giulio Maria della Somaglia
- Cardinale Carlo Odescalchi, S.I.
- Vescovo Eugène de Mazenod, O.M.I.
- Cardinale Joseph Hippolyte Guibert, O.M.I.
- Cardinale François-Marie-Benjamin Richard
- Vescovo Marie-Prosper-Adolphe de Bonfils
- Cardinale Louis-Ernest Dubois
- Cardinale Georges-François-Xavier-Marie Grente
- Arcivescovo Marcel-Marie-Henri-Paul Dubois
- Cardinale François Marty
- Cardinale Roger Etchegaray
- Cardinale Jorge María Mejía
- Vescovo Philip Boyce, O.C.D.